# The New Abnormal
| Совокупная оценка    | Совокупная оценка |
| Источник             | Оценка            |
| -------------------- | ----------------- |
| Album of the Year    | 74/100            |
| AnyDecentMusic?      | 7.1/10            |
| Metacritic           | 75/100            |
| Оценки критиков      |                   |
| Источник             | Оценка            |
| AllMusic             | [ 4 ]             |
| Consequence of Sound | B                 |
| Entertainment Weekly | A–                |
| Exclaim!             | 6/10              |
| The Guardian         | [ 8 ]             |
| The Independent      | [ 9 ]             |
| NME                  | [ 10 ]            |
| Pitchfork            | 5.7/10            |
| Rolling Stone        | [ 12 ]            |
| The Times            | [ 13 ]            |

The New Abnormal — шестой студийный альбом американской инди-рок-группы The Strokes, выпущенный 10 апреля 2020 года на лейблах Cult Records и RCA Records. Это первый полноформатный альбом группы с момента выхода Comedown Machine (2013), что стало самым длительным перерывом между студийными альбомами группы. Альбом был спродюсирован Риком Рубином и записан в его студии Shangri-La в Малибу, Калифорния, а дополнительные записи проводились в студиях в округе Лос-Анджелес и на Гавайях.
Альбом получил очень положительные отзывы критиков, многие из которых сочли его возвращением группы в свою форму. Положительные отзывы были направлены, в частности, на зрелость текстов певца Джулиана Касабланкаса, а также на улучшение музыкальной слаженности группы. Альбом занял первое место в Шотландии и вошел в первую десятку в шести других странах, включая США и Великобританию. Кроме того, альбом получил премию «Грэмми» в категории «Лучший рок-альбом» на 63-й ежегодной церемонии вручения премии «Грэмми» в 2021 году, что стало первой номинацией и победой группы.
На обложке музыкального альбома изображен рисунок американского граффити-художника Жан-Мишеля Баскии Bird on Money, посвященный джазовому музыканту Чарли Паркеру, который имел прозвище «Птица» («Bird»).

## История
Первые сессии по написанию The New Abnormal датируются 2016 годом, сразу после выхода альбома группы Future Present Past того же года. Гитарист Nick Valensi сказал в интервью журналу DIY что они «медленно, но верно» продвигаются к альбому. В следующем году, Albert Hammond, отец гитариста Albert Hammond Jr., сообщил газете The West Australian что Strokes работали с Риком Рубином над новым альбомом. Однако Хаммонд-младший ответил на это через Twitter, заявив, что они только представляли ему музыкальные идеи и не участвовали ни в каких сессиях звукозаписи. Группа в конечном итоге приступила к записи сессий с Рубином в его студии Shangri-La в Малибу, штат Калифорния. Дополнительная запись проходила в Studio City Sound, Lucy’s Meat Market, Groove Masters и Joel and Zach’s Studio, все в округе Лос-Анджелес, а также в Mauka View в Princeville, Гавайи.

## Отзывы критиков
Альбом получил положительные отзывы музыкальных критиков и интернет-изданий, The Times, Entertainment Weekly, NME, AllMusic, Consequence of Sound, the Guardian, Pitchfork, The Daily Telegraph, Exclaim!, the Observer.

## Коммерческий успех
В американском хит-параде Billboard 200 альбом The New Abnormal дебютировал на 8-м месте с тиражом 35 тыс. единиц (23 тыс. копий продаж, 11 тыс. стриминговых SEA-единиц и менее чем 1 тыс. трековых TEA-единиц). Альбом достиг 1-го места в чарте Top Album Sales, став лучшим по чистым альбомным продажам среди всех дисков недели.

## Отзывы

### Итоговые списки
| Публикация | Список                                 | Ранг | Ссылка |
| ---------- | -------------------------------------- | ---- | ------ |
| AllMusic   | AllMusic Best of 2020                  | N/A  | [ 23 ] |
| Billboard  | 50 Best Albums of 2020 — Mid-Year      | N/A  | [ 24 ] |
| NME        | The 50 Best Albums of 2020             | 4    | [ 25 ] |
| Paste      | 25 Best Albums of 2020 — Mid-Year      | 25   | [ 26 ] |
| Uproxx     | The Best Albums Of 2020                | 50   | [ 27 ] |
| soyuz.ru   | soyuz.ru: 20 лучших альбомов 2020 года | N/A  | [ 28 ] |

### Награды и номинации
| Год  | Церемония     | Работа           | Получатель  | Категория       | Результат |
| ---- | ------------- | ---------------- | ----------- | --------------- | --------- |
| 2021 | Grammy Awards | The New Abnormal | The Strokes | Best Rock Album | Победа    |

## Список композиций
Автор слов Julian Casablancas; вся музыка Strokes, кроме указанных.
| №                   | Название                                                                        | Длительность |
| ------------------- | ------------------------------------------------------------------------------- | ------------ |
| 1.                  | «The Adults Are Talking»                                                        | 5:09         |
| 2.                  | «Selfless»                                                                      | 3:42         |
| 3.                  | «Brooklyn Bridge to Chorus»                                                     | 3:55         |
| 4.                  | «Bad Decisions» (The Strokes, Billy Idol, Tony James)                           | 4:53         |
| 5.                  | «Eternal Summer» (The Strokes, Richard Lofthouse Butler, Timothy George Butler) | 6:15         |
| 6.                  | «At the Door» (The Strokes, Paul Vassallo)                                      | 5:10         |
| 7.                  | «Why Are Sundays So Depressing»                                                 | 4:35         |
| 8.                  | «Not the Same Anymore»                                                          | 5:37         |
| 9.                  | «Ode to the Mets»                                                               | 5:51         |
| Общая длительность: | Общая длительность:                                                             | 45:07        |

## Позиции в чартах
| Чарт (2020)                            | Высшая позиция |
| -------------------------------------- | -------------- |
| Австралия (ARIA)                       | 21             |
| Австрия (Ö3 Austria)                   | 8              |
| Бельгия/Фландрия (Ultratop)            | 7              |
| Бельгия/Валлония (Ultratop)            | 18             |
| Канада (Canadian Albums Chart)         | 21             |
| Нидерланды (Album Top 100)             | 38             |
| Франция (SNEP)                         | 20             |
| Германия (Offizielle Top 100)          | 12             |
| Венгрия (MAHASZ)                       | 34             |
| Ирландия (Irish Albums Chart)          | 12             |
| Италия (Classifica album)              | 26             |
| Япония (Oricon)                        | 16             |
| Новая Зеландия (RMNZ)                  | 15             |
| Португалия (AFP)                       | 2              |
| Шотландия (Scottish Albums Chart)      | 1              |
| Швеция (Sverigetopplistan)             | 31             |
| Швейцария (Schweizer Hitparade)        | 5              |
| Великобритания (UK Albums Chart)       | 3              |
| США (Billboard 200)                    | 8              |
| США (Billboard Top Album Sales)        | 1              |
| США (Billboard Top Alternative Albums) | 1              |
| США (Billboard Top Rock Albums)        | 1              |

| Чарт (2020)                      | Позиция |
| -------------------------------- | ------- |
| Бельгия (Ultratop Flanders)      | 167     |
| США (Top Rock Albums, Billboard) | 73      |

## Сертификации
| Регион                                                                      | Сертификация | Продажи |
| --------------------------------------------------------------------------- | ------------ | ------- |
| Мексика (AMPROFON)                                                          | Золотой      | 30 000  |
| Данные о продажах + прослушиваниях приведены только на основе сертификации. |              |         |